# Кресфонт (пьеса)
«Кресфонт» (др.-греч. Κρεσφόντης) — трагедия древнегреческого драматурга Еврипида, написанная и впервые поставленная на сцене предположительно между 430 и 424 годами до н. э. Её сюжет связан с мифами о Гераклидах. Текст пьесы почти полностью утрачен, пересказ её содержания, возможно, содержится в «Мифах» Псевдо-Гигина.

## Сюжет и судьба пьесы
Главный герой пьесы — сын мессенского царя Кресфонта, возможно, носящий то же имя (у Псевдо-Гигина это Телефонт, у Павсания и Псевдо-Аполлодора — Эпит. Кресфонт-старший был убит узурпатором Полифонтом, его вдова Меропа спрятала сына в Этолии. Когда царевич вырос, он пришёл к Полифонту и заявил, что убил сына Кресфонта и теперь хочет получить за это награду. Меропа решила убить незнакомца, чтобы отомстить за сына, но в последний момент старый слуга узнал царевича. После этого сын Кресфонта благодаря помощи матери смог убить узурпатора и получил власть. Исследователи отмечают сюжетную близость «Кресфонта» к трагедии Еврипида «Александр»: в обоих случаях героиня по незнанию хотела убить собственного сына.
Благодаря двум папирусным находкам сохранилось примерно 90 строк пьесы. Один фрагмент датирован II веком до н. э., второй — серединой III века н. э., причём во втором случае речь идёт о рукописи, предназначенной для театральной постановки. Отсюда исследователи делают вывод, что «Кресфонт» сохранял определённую известность в течение всей античной эпохи и что его продолжали ставить на сцене. Пародия на хоровую песнь из этой пьесы содержится в комедии Аристофана «Земледельцы». «Кресфонта» упоминает в своей «Поэтике» Аристотель, которому особенно нравилась сцена узнавания, об этой трагедии говорит Демосфен в речи «За Ктесифонта о венке».
По словам Клавдия Элиана, исполнением роли Меропы в «Кресфонте» прославился актер Феодор: однажды из-за его проникновенной игры жестокий тиран Фер Александр в слезах покинул театр. Трагедия упоминается и в «Утешении, адресованном Аполлонию», где рассказывается о её воздействии на зрителей.
Сохранился набор разрозненных фрагментов пьесы. В частности, это стихомифия (спор) Кресфонта, подошедшего к царскому дворцу, с прислужницей, последние четыре строки обращения Кресфонта к богам, в которых он молит Зевса о помощи, начало парода хора, обрывок песни Меропы, в которой героиня сравнивает себя с потерявшей сына Прокной. Далее Полифонт в разговоре с женой оправдывается, говоря: «То перенёс твой муж, что людям свойственно; // А мне не стыдно больше всех любить тебя». Сохранилась фраза Меропы «Смертельный нанесу тебе удар», явно связанная с её планом отомстить за сына. Далее Меропа рассказывает узнанному Кресфонту, что судьба ей «прибавила хитрости», убеждает мужа, что смирилась со своей участью («Не у меня одной лишь дети умерли, // Не я одна лишилась мужа: тысячи // В такую бездну горя погружаются»). Ряд отрывков невозможно поместить в определённый контекст: в их числе песнь хора в адрес богини мира Ириды.